# Dhaura Tanda
Dhaura Tanda é uma cidade e uma nagar panchayat no distrito de Bareilly, no estado indiano de Uttar Pradesh.

## Demografia
Segundo o censo de 2001, Dhaura Tanda tinha uma população de 20,494 habitantes. Os indivíduos do sexo masculino constituem 52% da população e os do sexo feminino 48%. Dhaura Tanda tem uma taxa de literacia de 47%, inferior à média nacional de 59.5%: a literacia no sexo masculino é de 55% e no sexo feminino é de 39%. Em Dhaura Tanda, 20% da população está abaixo dos 6 anos de idade.